# Mykołajiwka (hromada Sołedar)
Mykołajiwka (ukr. Миколаївка) – wieś na Ukrainie, w obwodzie donieckim, w rejonie bachmuckim, w hromadzie Sołedar. W 2001 liczyła 43 mieszkańców, spośród których 30 wskazało jako ojczysty język ukraiński, a 13 rosyjski.